# Ademir da Silva
Ademir da Silva (Santos, 9 de maio de 1947 – São Paulo, 5 de janeiro de 2001) foi um futebolista brasileiro que atuava como meio-campista.

## Carreira
Iniciou como médio-volante dos juniores do Santos FC, sendo promovido integralmente ao elenco profissional em 1965.
Em 1968, foi trocado com o Tergal, do Paulista de Jundiaí, onde permaneceu até 1970.
Ainda em 1970, chegou ao Vasco, time pelo qual foi campeão estadual em 1970 e do Campeonato Brasileiro de 1974, marcando um dos gols da final no Maracanã contra o Cruzeiro. Ao todo, fez 147 jogos e marcou 12 gols pelo clube.
Ainda jogou por Volta Redonda, onde disputou o Campeonato Brasileiro de 1976, e Londrina antes de se aposentar. 

### Títulos
Santos
- Torneio Rio-São Paulo: 1966

Paulista
- Campeonato Paulista - Série A2: 1968
- Torneio José Ermírio de Moraes Filho: 1969

Vasco da Gama
- Campeonato Carioca: 1970[6]
- Campeonato Brasileiro: 1974[5]